# Loredo (Grado)
Llauréu es un lugar de la parroquia de Coalla en el concejo asturiano de Grado.
Se encuentra a 7,5 km de Grado, la capital del concejo, a una altura media de 440 m s. n. m.